# Adalbert-Stifter-Denkmal
Koordinaten: 48° 46′ 35,6″ N, 13° 51′ 26,7″ O

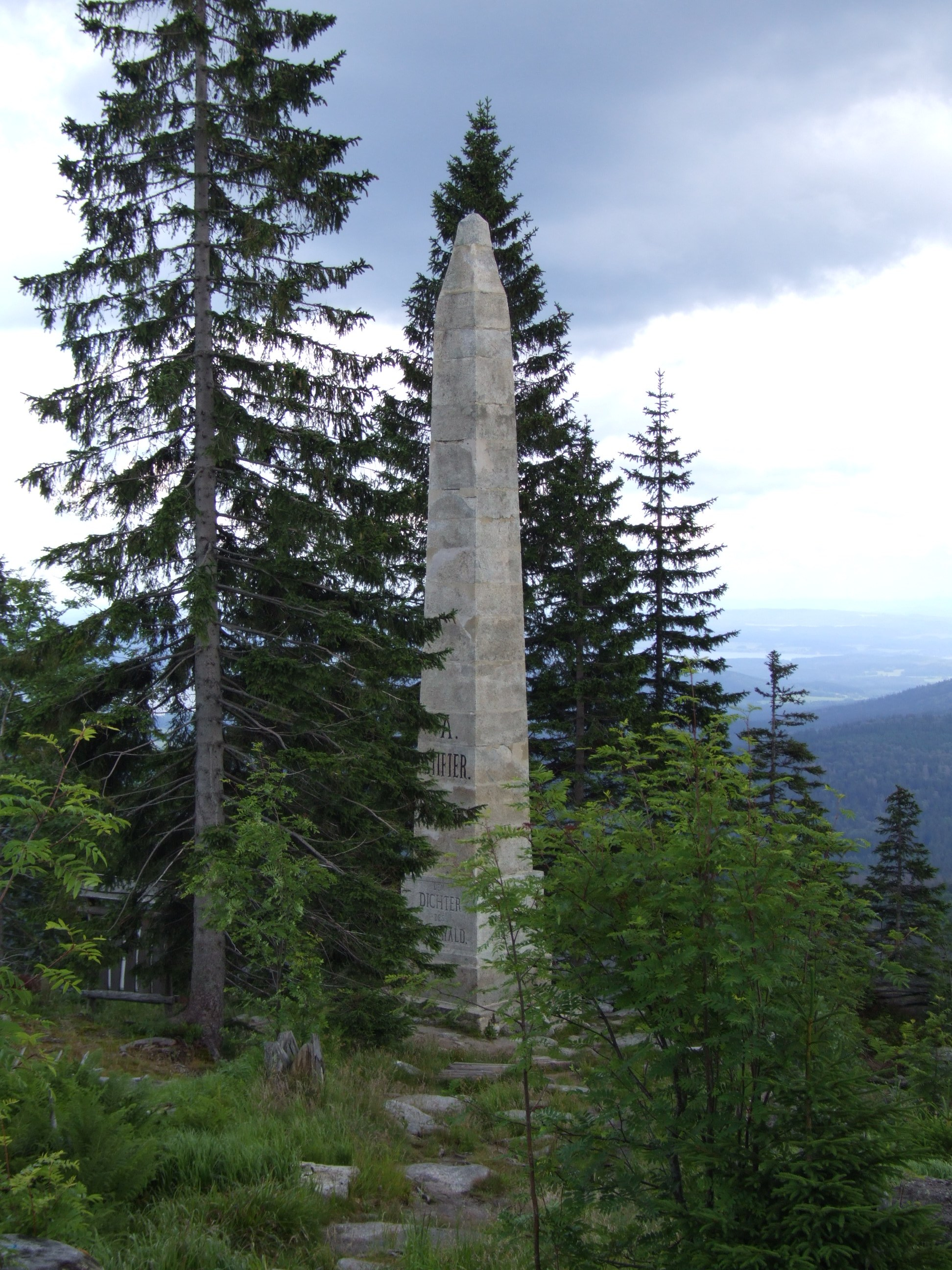
Das Adalbert-Stifter-Denkmal beim Plöckensteiner See

Das Adalbert-Stifter-Denkmal ist ein Denkmal in Südböhmen zu Ehren des Malers, Schriftstellers und Pädagogen Adalbert Stifter.

## Lage
Das Denkmal befindet sich auf einem Absatz nördlich des Plöckensteins über der Seewand zum Plöckensteiner See, nur etwa einen Kilometer nordöstlich vom Dreiländereck Deutschland–Österreich–Tschechien. Zur österreichischen Grenze sind es nur etwa 500 Meter Luftlinie. Die nächste Ortschaft ist Nová Pec (Neuofen). Der Geburtsort Stifters Horní Planá (Oberplan) liegt dreizehn Kilometer nordöstlich am Moldaustausee.

## Geschichte
Nach Adalbert Stifters Tod im Jahr 1868 fassten Freunde und Verehrer 1869 den Plan eines Denkmals für den Dichter in der Gegend um den Plöckenstein. Zunächst sollte ein Zitat aus einem Werk Stifters mit metergroßen Buchstaben in die Seewand gemeißelt werden. Diesen Plan ließ man aus technischen und finanziellen Gründen fallen. Da 1871 auf dem Grab Stifters in Linz ein Obelisk errichtet wurde, beschloss man den Bau eines ähnlichen, wenn auch wesentlich größeren Denkmals über dem Plöckensteiner See. Architekt war Heinrich Ferstel. Als Baumaterial wurde der in der Umgebung des Bauplatzes vorhandene Granit gewählt. Baubeginn war im Mai 1876. Neben dem eigentlichen Denkmal entstand eine Aussichtsplattform. Am 26. August 1877 wurde das Denkmal eingeweiht.
Nach dem Zweiten Weltkrieg und mit Beginn des Kalten Krieges wurde die Grenze der damaligen Tschechoslowakei zu Österreich und Deutschland geschlossen und befestigt. Der Grenzzaun befand sich teils mehrere hundert Meter von der Grenze entfernt. Das Denkmal lag nun wenige Meter vor dem Zaun zwischen Grenze und Grenzbefestigung. Damit war der Ort für Jahrzehnte für die Öffentlichkeit nicht erreichbar. Erst mit der politischen Wende der Jahre 1989/90 wurde der Zugang wieder möglich. Heute liegt das Denkmal im Nationalpark Šumava und ist aus allen drei Ländern über Wanderwege zu erreichen.

## Das Denkmal
Das Denkmal besteht aus einem 14,5 Meter hohen Obelisken aus Granit. Auf der Frontseite des Steins stehen der Name Adalbert Stifters und eine Würdigung. Auf den Seiten sind zwei Zitate aus seinen Werken in den Stein geschrieben. Auf der dem See zugewandten Seite wurde das Baudatum aufgetragen.
Auf der Frontseite (Westen)
A.

STIFTER

DEM

DICHTER

DES

HOCHWALD
Auf der Südseite aus dem Gedicht Im Gebirge
LIEG IN HOHES

GRAS GESTRECKET

SCHAUE SEHNEND

NACH DER FELSWAND
Auf der Nordseite aus der Erzählung Der Hochwald
AUF DIESEM ANGER,

AN DIESEM WASSER

IST DER HERZSCHLAG

DES WALDES

### Galerie

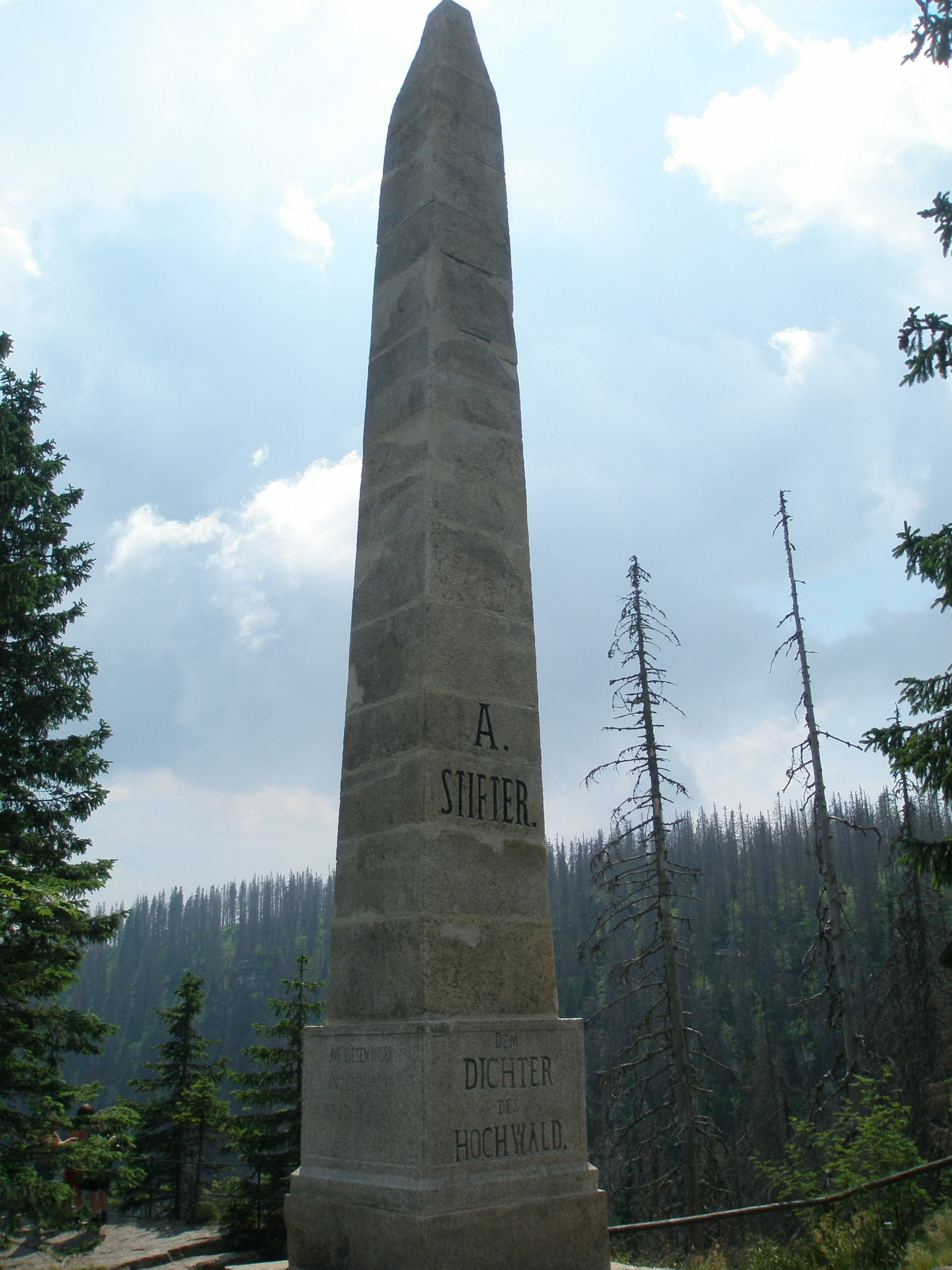
Frontansicht und Nordseite
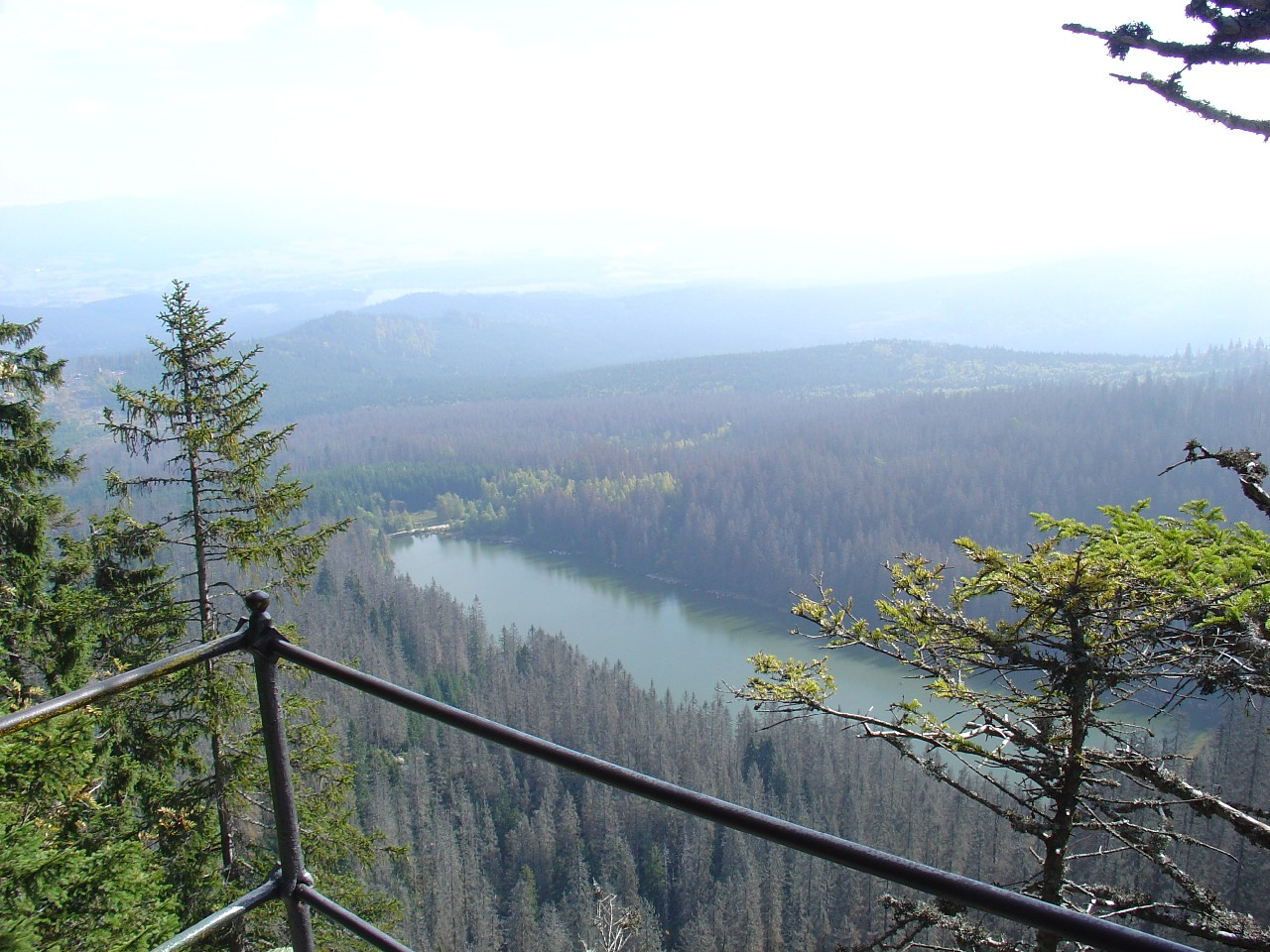
Blick vom Denkmal zum Plöckensteiner See
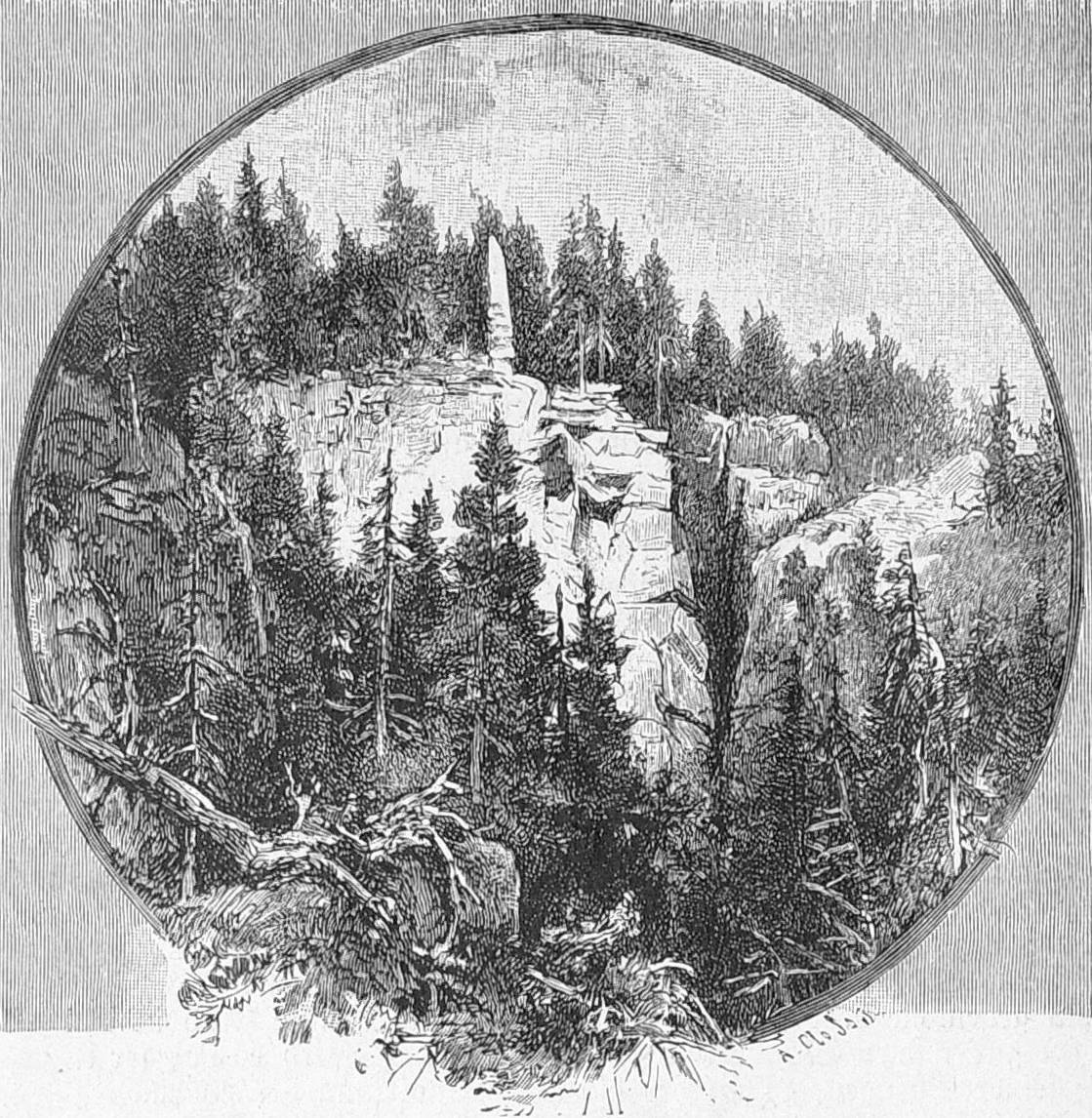
Ansicht von 1886, erschienen in der Zeitschrift Die Gartenlaube
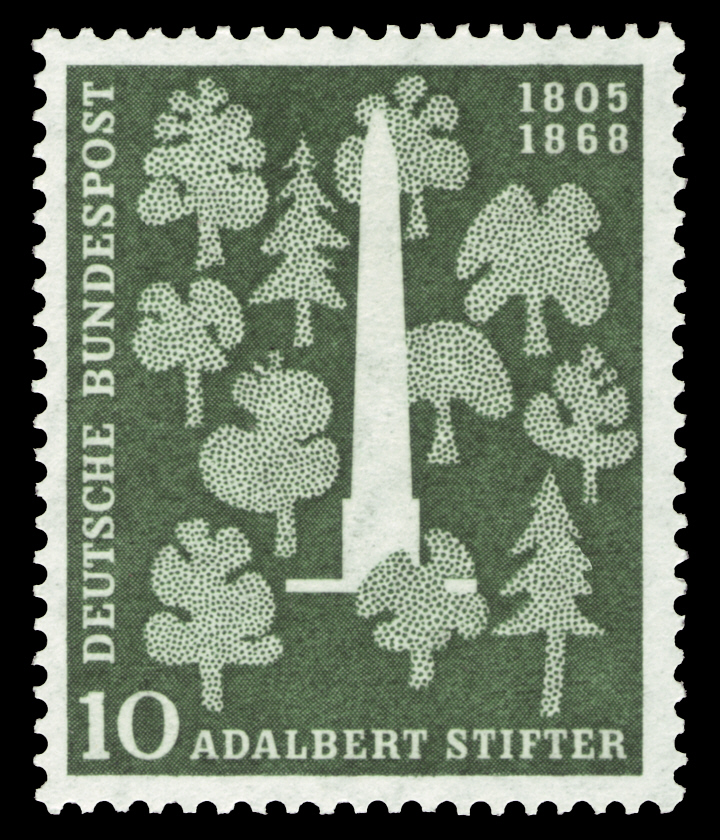
Briefmarke der Deutschen Bundespost zum 150. Geburtstag Stifters (1955)
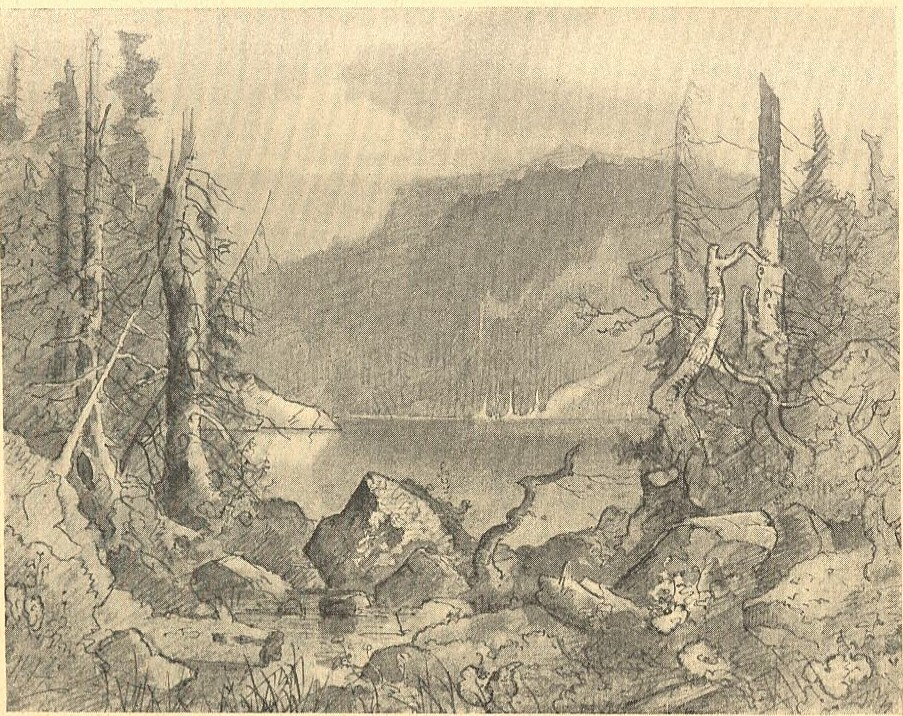
Zeichnung von Adalbert Stifter